# پارانا دلتا
پارانا دلتا (به انگلیسی: Paraná Delta) رودخانهای است که در آرژانتین جریان دارد.